# 贝宁共产党
贝宁共产党（法語：Parti Communiste du Bénin，缩写为PCB）是贝宁的一个共产主义政党。该党成立于1977年，当时取名为达荷美共产党，前身是达荷美共产主义者联盟；1993年，改用现名。该党出版报纸《火焰》。它是马列主义政党和组织国际会议 (团结和斗争)的成员。
原达荷美共产党自建党起就一直反对贝宁人民共和国政权及其执政党贝宁人民革命党，直至1990年贝宁实现政治多元化后该党获得合法政党地位。
该党总部原位于巴黎，1991年迁至波多诺伏。在1996年贝宁总统选举中，该党候选人帕斯卡尔·范托吉获得17977张选票（得票率1.08%）。